# Ossi
Ossi là một đô thị ở tỉnh Sassari trong vùng Sardinia, có khoảng cách khoảng 170 km về phía tây bắc của Cagliari và cách khoảng 6 km về phía đông nam của Sassari. Tại thời điểm ngày 31 tháng 12 năm 2004, đô thị này có dân số 5.775 người và diện tích là 30,1 km².
Ossi giáp các đô thị: Cargeghe, Florinas, Ittiri, Muros, Sassari, Tissi, Usini.